# Мечигменские источники
Мечигме́нские источники — термоминеральные источники на Чукотском полуострове.
Являются самыми крупными в северо-восточной Азии. Расположены в ненаселённой местности на берегу реки Гильмимлевеем, в 30 км северо-западнее Мечигменской губы.
Относятся к территории Чукотского района Чукотского автономного округа России.

## Гидрогеологическая характеристика
Ключевое поле Мечигменских источников протянулось на 850 м преимущественно по правому берегу реки и составляет площадь в 20 тыс. км². Долина следует по мощной разломной зоне, её борта сложены порфирами, гранит-порфирами и их туфами. Плоское дно речной долины занято термальными болотами и озёрами и прогретыми площадками. Обнаружено более 100 отдельных выходов терм, большинство с температурой более 60 °C. Самые горячие (до 97 °C) имеют вид воронок — грифонов, окружённых карбонатно-кремнистыми отложениями, похожими на гейзерит. Многие из них газируют. Термы разгружаются сквозь маломощный слой аллювия. По гидрохимическому типу источники это азотно-углекислые термы малой минерализации, чем отличаются от остальных термальных вод Чукотки.
Дебит источников составляет 60 л/с, вынос тепла 5800 Ккал/с (24 Мвт), базовая температура (глубинные температуры формирования гидротерм) 140—220 °C.
Химический состав вод (мг/л): рН 7,05; Na 1240, K 77, Ca 104, Mg 12, Li 5.

## Флора и фауна
Вследствие постоянных интенсивных испарений тёплых вод, которые создают тепличный эффект в долине реки и отсутствия вечной мерзлоты, в окрестностях ключей сформировался обширный микроклиматический оазис реликтовой термофильной флоры. Здесь отмечено около 150 видов сосудистых растений, 13 из которых больше нигде не встречаются на Чукотке, а также 90 видов мхов и 71 вид лишайников, многие из которых занесены в Красную книгу России. Непосредственно у современных выходов горячих вод и на месте прекративших существование ключей расположены совершенно лишённые растительности участки с щебнем, дресвой и илом, покрытые коркой из отложений солей.
В водах источников обитают особые представители различных групп беспозвоночных, способных выдерживать температуру до +60 °C. В неглубоких тёплых лужах источников постоянно живёт эндемик — реликтовая трёхиглая колюшка, нигде более в регионе не встречающаяся, занесённая в Красную книгу Чукотского автономного округа.

## Исследования
Впервые Мечигменские источники были описаны в 1930-х годах экспедициями Главсевморпути.
Летом 2002 года термы были обследованы экспедицией Геологического института РАН с целью выработать рекомендации по их дальнейшему изучению и освоению.
В 1983 году Мечигменские источники вошли в состав вновь созданного комплексного памятника природы «Термальный».